# 654 aC
L'any 654 aC va ser un any del calendari romà pre-julià. A l'Imperi Romà es coneixia com l'any 100 ab urbe condita. La denominació 654 aC per a aquest any s'ha utilitzat des de l'època medieval primerenca, quan l'era del calendari Anno Domini es va convertir en el mètode prevalent a Europa per nomenar els anys.

## Esdeveniments
- Enna es funda a Sicília.
- Data tradicional de la fundació d'Abdera a Tràcia pels colons de Clazòmenes.[1]
- Data tradicional de fundació d'Acant per Andros.[1]
- Data tradicional de fundació de Lapseki per Focea.[1]